# 소백손
소백손(蘇伯孫)은 한국 고대의 전설적인 인물로, 진주 소씨 족보에 등장하는 삼한시대의 군주로 진한을 건국하고 후진한주(後辰翰主)로 즉위했다고 한다. 그에 의하면 그는 진한의 초대 군주이자 소벌도리의 5대조라 한다.

## 생애
그는 별칭 진공(辰公), 혹은 초대 후진한주(後辰韓主)이다. 《진주소씨세보(晉州蘇氏世譜)》에 의하면 오방신장(五方申將)의 하나인 적제(赤帝)의 61세손 태하공(太夏公) 기풍(己豊)이 성을 소(蘇)로 바꾸고 적제의 배곡(倍谷)에서 처음엔 난하로 옮겼다가 숙신(肅愼)의 홍제(洪帝) 때에 불함산으로 들어가 그곳에 봉해졌으며, 그 나라 이름을 유소(有蘇)라 하였다. 뒤에 태하공의 후손들 중 일부가 신하들을 이끌고, 한반도로 이동하였다고 한다. 
태하공의 69세손인 진공(辰公) 소백손은 기원전 240년에 태어났는데, 소국(蘇國)이 망하자 신하들을 이끌고 이민, 경주 형산(兄山)으로 내려와 후진한주(後辰韓主)로 즉위하였다고 한다. 그의 5대손 소벌도리는 진주 소씨와 경주 최씨의 조상이라고 한다. 진주 소씨에서는 소벌도리와 소백손을 모두 조상으로 기록하고 있으나 경주 최씨에서는 소벌도리가 최초의 조상이며, 소백손은 존재하지 않는다.

## 같이 보기
- 소벌도리
- 진한